# Paranaíba (municipio)
Paranaíba es un municipio brasileño perteneciente al estado de Mato Grosso del Sur.
- Datos: Q925758
- Multimedia: Paranaíba / Q925758

1. ↑  Worldpostalcodes.org,código postal n.º 79.500-000.